# Campeonato Sergipano de Futebol de 2004 - Série A2
O Campeonato Sergipano da Série A2 de 2004 foi a 14º edição do torneio que corresponde à segunda divisão do futebol em Sergipe.

## Formato e Regulamento
O Campeonato foi disputado em dois turno.
Na Primeira fase, os 8 (oitos) clubes são divididos em dois grupos com 4 (quatro) equipes, jogaram entre si dentro do grupo, em partidas de ida e volta, totalizando 6 partidas para cada clube, classificando-se o primeiro e segundo colocados para as semifinais, os finalistas jogarão a Série A1 do ano seguinte. Em caso de empate em pontos ganhos entre dois ou mais clubes ao final da Primeira Fase, o desempate, para efeito de classificação, será efetuado observando-se os critérios abaixo:
1. Maior número de vitórias;
2. Maior saldo de gols;
3. Maior número de gols pró;
4. Confronto direto (entre dois clubes somente);
5. Sorteio.

O campeão e o vice garante vaga na Série A1 2005.

## Equipes Participantes
Abaixo a lista dos clubes que participaram do campeonato em 2004.
| Baixa | Equipes rebaixadas da Série A1 de 2003 |

- As seguintes equipes: Estanciano, Propriá e SE São Cristóvão, no ano de 2003 jogaram o Série A1 e tentaram o acesso no segundo semestre na Série A2, com respaldo da Federação Sergipana de Futebol.

## Primeira Fase

### Grupo A
| Pos | Times              | Pts | J | V | E | D | GP | GC | SG |
| --- | ------------------ | --- | - | - | - | - | -- | -- | -- |
| 1   | América de Propriá | 13  | 6 | 4 | 1 | 1 | 5  | 1  | +4 |
| 2   | Propriá            | 10  | 6 | 3 | 1 | 2 | 7  | 5  | +2 |
| 3   | Neópolis           | 7   | 6 | 2 | 1 | 3 | 5  | 5  | 0  |
| 4   | Canindé            | 3   | 6 | 0 | 3 | 3 | 4  | 10 | -6 |

|                    | AME   | CAN   | NEÓ   | PRO   |
| ------------------ | ----- | ----- | ----- | ----- |
| América de Propriá | —     | 2 – 0 | 1 – 0 | 1 – 0 |
| Canindé            | 0 – 0 | —     | 1 – 1 | 2 – 2 |
| Neópolis           | 0 – 1 | 2 – 1 | —     | 2 – 0 |
| Propriá            | 1 – 0 | 3 – 0 | 1 – 0 | —     |

|  |                     |  |        |  |                      |
|  | Vitória do Mandante |  | Empate |  | Vitória do Visitante |

#### Rodadas na liderança e Lanterna
Em negrito, os clubes que mais permaneceram na liderança.
| Liderança | Liderança | Liderança | Liderança | Liderança | Liderança |
| --------- | --------- | --------- | --------- | --------- | --------- |
| 1         | 2         | 3         | 4         | 5         | 6         |
| AMÉRICA   |           |           |           |           |           |
| Lanterna  |           |           |           |           |           |
| 1         | 2         | 3         | 4         | 5         | 6         |
| PRO       | CANINDÉ   | CANINDÉ   | CANINDÉ   | CANINDÉ   | CANINDÉ   |

### Resultados
| 15 de agosto de 2004 | América de Propriá | 1 – 0 | Propriá | Propriá                 |
|                      |                    |       |         | Estádio: Durval Feitosa |

| 15 de agosto de 2004 | Canindé | 1 – 1 | Neópolis | Canindé de São Francisco  |
|                      |         |       |          | Estádio: Estádio Andrezão |

| 21 de agosto de 2004 | Propriá | 3 – 0 | Canindé | Propriá                      |
|                      |         |       |         | Estádio: Constantino Tavares |

| 21 de agosto de 2004 | Neópolis | 0 – 1 | América de Propriá | Neópolis               |
|                      |          |       |                    | Estádio: Vila Passagem |

| 28 de agosto de 2004 | Neópolis | 2 – 0 | Propriá | Neópolis               |
|                      |          |       |         | Estádio: Vila Passagem |

| 28 de agosto de 2004 | América de Propriá | 2 – 0 | Canindé | Propriá                 |
|                      |                    |       |         | Estádio: Durval Feitosa |

| 5 de setembro de 2004 | Canindé | 2 – 2 | Propriá | Canindé de São Francisco  |
|                       |         |       |         | Estádio: Estádio Andrezão |

| 5 de setembro de 2004 | América de Propriá | 1 – 0 | Neópolis | Propriá                 |
|                       |                    |       |          | Estádio: Durval Feitosa |

| 11 de setembro de 2004 | Propriá | 1 – 0 | Neópolis | Propriá                      |
|                        |         |       |          | Estádio: Constantino Tavares |

| 12 de setembro de 2004 | Canindé | 0 – 0 | América de Propriá | Canindé de São Francisco  |
|                        |         |       |                    | Estádio: Estádio Andrezão |

| 18 de setembro de 2004 | Propriá | 1 – 0 | América de Propriá | Propriá                      |
|                        |         |       |                    | Estádio: Constantino Tavares |

| 19 de setembro de 2004 | Neópolis | 2 – 1 | Canindé | Neópolis               |
|                        |          |       |         | Estádio: Vila Passagem |

### Grupo B
| Pos | Times         | Pts | J | V | E | D | GP | GC | SG |
| --- | ------------- | --- | - | - | - | - | -- | -- | -- |
| 1   | Boca Júnior   | 11  | 6 | 3 | 2 | 1 | 6  | 2  | +4 |
| 2   | Olímpico FC   | 11  | 6 | 3 | 2 | 1 | 6  | 5  | +1 |
| 3   | São Cristóvão | 6   | 6 | 1 | 3 | 2 | 5  | 7  | -2 |
| 4   | Estanciano    | 4   | 6 | 1 | 1 | 4 | 5  | 8  | -3 |

|               | BOC   | EST   | OFC   | SCR   |
| ------------- | ----- | ----- | ----- | ----- |
| Boca Júnior   | —     | 1 – 0 | 0 – 1 | 1 – 1 |
| Estanciano    | 0 – 2 | —     | 2 – 3 | 2 – 0 |
| Olímpico FC   | 0 – 0 | 1 – 0 | —     | 0 – 2 |
| São Cristóvão | 0 – 2 | 1 – 1 | 1 – 1 | —     |

|  |                     |  |        |  |                      |
|  | Vitória do Mandante |  | Empate |  | Vitória do Visitante |

#### Rodadas na liderança e Lanterna
Em negrito, os clubes que mais permaneceram na liderança.
| Liderança | Liderança | Liderança | Liderança  | Liderança  | Liderança  |
| --------- | --------- | --------- | ---------- | ---------- | ---------- |
| 1         | 2         | 3         | 4          | 5          | 6          |
| SCR       | BOCA JR   | BOCA JR   | OFC        | BOCA JR    | BOCA JR    |
| Lanterna  |           |           |            |            |            |
| 1         | 2         | 3         | 4          | 5          | 6          |
| OFC       | EST       | SCR       | ESTANCIANO | ESTANCIANO | ESTANCIANO |

### Resultados
| 15 de agosto de 2004 | Boca Júnior | 1 – 0 | Estanciano | Cristinápolis             |
|                      |             |       |            | Estádio: Estádio Geraldão |

| 15 de agosto de 2004 | Olímpico FC | 0 – 2 | São Cristóvão | Aracaju                   |
|                      |             |       |               | Estádio: Estádio Batistão |

| 21 de agosto de 2004 | Estanciano | 2 – 3 | Olímpico FC | Estância                 |
|                      |            |       |             | Estádio: Estádio Francão |

| 21 de agosto de 2004 | São Cristóvão | 0 – 2 | Boca Júnior | Carmópolis                |
|                      |               |       |             | Estádio: Idalito Oliveira |

| 28 de agosto de 2004 | Estanciano | 2 – 0 | São Cristóvão | Estância                 |
|                      |            |       |               | Estádio: Estádio Francão |

| 28 de agosto de 2004 | Boca Júnior | 0 – 1 | Olímpico FC | Cristinápolis             |
|                      |             |       |             | Estádio: Estádio Geraldão |

| 5 de setembro de 2004 | Olímpico FC | 1 – 0 | Estanciano | Aracaju                   |
|                       |             |       |            | Estádio: Estádio Batistão |

| 5 de setembro de 2004 | Boca Júnior | 1 – 1 | São Cristóvão | Cristinápolis             |
|                       |             |       |               | Estádio: Estádio Geraldão |

| 11 de setembro de 2004 | Estanciano | 0 – 2 | Boca Júnior | Estância                 |
|                        |            |       |             | Estádio: Estádio Francão |

| 11 de setembro de 2004 | São Cristóvão | 1 – 1 | Olímpico FC | Carmópolis                |
|                        |               |       |             | Estádio: Idalito Oliveira |

| 19 de setembro de 2004 | Olímpico FC | 0 – 0 | Boca Júnior | Aracaju                   |
|                        |             |       |             | Estádio: Estádio Batistão |

| 19 de setembro de 2004 | São Cristóvão | 1 – 1 | Estanciano | Carmópolis                |
|                        |               |       |            | Estádio: Idalito Oliveira |